# روجر لوتز
روجر لوتز (بالألمانية: Roger Lutz)‏ (15 يوليو 1964 ألمانيا - ) هو لاعب كرة قدم ألماني يلعب كمدافع.

## روابط خارجية
- روجر لوتز على موقع قاعدة بيانات كرة القدم.إي يو (الإنجليزية)
- روجر لوتز على موقع بيانات كرة القدم. دي إي (الألمانية)
- روجر لوتز على موقع عالم كرة القدم.نت (الإنجليزية)